# 虎威镇
虎威镇是中国重庆市丰都县下辖的一个镇，位于丰都长江北岸，毗邻名山街道。

## 行政区划
虎威镇辖11个村。
- 村：大池村、荷花村、202同心村、鹦鹉村、回龙村、香岩村、大溪村、207立石村、红岩村、人和村、鸣羊村